# پارامتر شکل

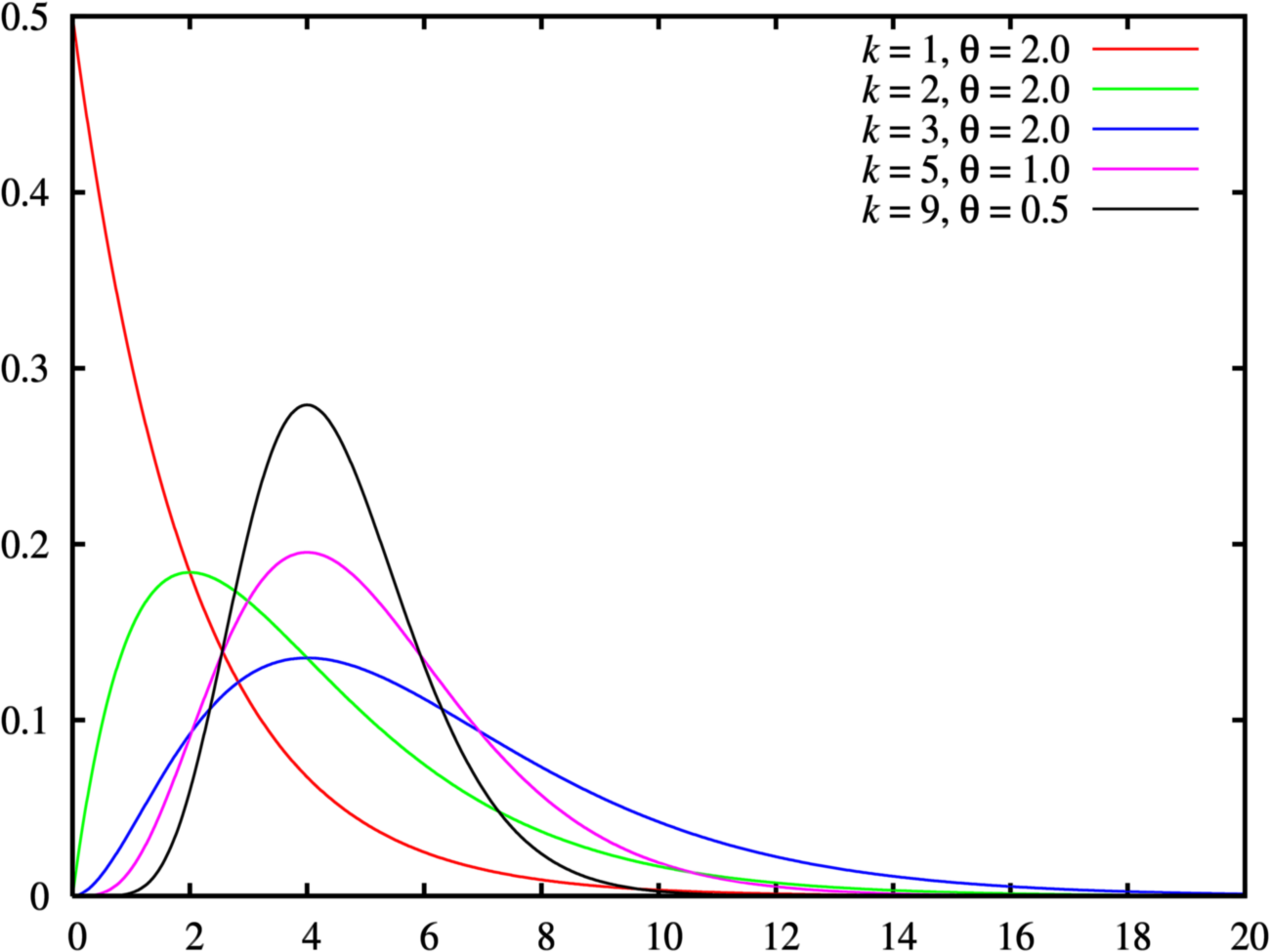
پارامتر شکلاین پارامتر در یک نقطه مشخص بر اساس مختصات به صورت منحنی است که در انتگرال برای حسابداری کاربرد دارد

در علم آمار و احتمالات پارامتر شکل به پارامتری گفته می‌شود که با تغییر آن، شکل تابع توزیع احتمالی تغییر می‌نماید (مقایسه نمایید با پارامتر مکان و پارامتر مقیاس) . به‌طور مثال توابع توزیع احتمالی زیر دارای پارامتر شکل می‌باشند:
- توزیع ارلانگ
- توزیع بر
- توزیع بتا
- توزیع توانی نمایی
- توزیع گاما
- توزیع مقدار نهایی تعمیم‌یافته
- توزیع پارتو
- توزیع پیرسون
- توزیع وایبول